# جیمز موجا
جیمز موجا (انگلیسی: James Moga؛ زادهٔ ۱۴ ژوئن ۱۹۸۳) بازیکن فوتبال اهل سودان جنوبی است.
از باشگاه‌هایی که در آن بازی کرده‌است می‌توان به باشگاه ورزشی بنی یاس و باشگاه فوتبال بنگال شرقی اشاره کرد.
وی همچنین در تیم‌های ملی فوتبال سودان و سودان جنوبی بازی کرده‌است.